# آدم كريستال
آدم كريستال (بالإنجليزية: Adam Crystal)‏ هو ملحن وموسيقي أمريكي، ولد في 25 سبتمبر 1976 في كاليفورنيا في الولايات المتحدة.

## وصلات خارجية
- الموقع الرسمي
- آدم كريستال على موقع IMDb (الإنجليزية)
- آدم كريستال على موقع ميوزك برينز (الإنجليزية)